# Mała matura 1947
Mała matura 1947 – częściowo autobiograficzny dramat z 2010 roku w reżyserii Janusza Majewskiego. Podczas 35. Festiwalu Polskich Filmów Fabularnych w Gdyni film ten nagrodzono Nagrodą Specjalną Jury. Zdjęcia powstawały w okresie wrzesień – grudzień 2009.
Na prośbę reżysera jedną z ról drugoplanowych zagrał Marek Kondrat, który w 2007 roku ogłosił zakończenie kariery.

## Fabuła
Film opowiada historię młodego chłopaka, który pod koniec II wojny światowej zostaje wysiedlony wraz z rodziną ze Lwowa do Krakowa, gdzie podejmuje przerwaną edukację w gimnazjum im. Sobieskiego. Tam, przechodząc jednocześnie okres buntu, musi się odnaleźć w nowej rzeczywistości. W momencie rozpoczęcia filmu młodzieniec ma 14 lat (1945 rok), zaś obraz kończy się jego małą maturą (1947 rok).

## Obsada
- Adam Wróblewski – Ludwik Taschke
- Artur Żmijewski – Tadeusz Taschke, ojciec Ludwika
- Olgierd Łukaszewicz – dyrektor szkoły
- Wojciech Pszoniak – major Trzaska
- Wiktor Zborowski – profesor „Syfon”, matematyk, wychowawca klasy
- Marian Opania – profesor Schlapka, germanista
- Sonia Bohosiewicz – mecenasowa Halberowa
- Marek Kondrat – profesor Matoń, łacinnik
- Antoni Królikowski – Romek Szrama
- Agnieszka Michalska – Maria Taschke, matka Ludwika
- Elżbieta Trzaskoś – Hania Taschke, siostra Ludwika
- Grzegorz Warchoł – woźny Krupa
- Dorota Segda – profesor Szumska, historyczka
- Piotr Grabowski – porucznik, instruktor WF
- Tomasz Dedek profesor Podkowiński, chemik
- Dawid Kot – „Kujon”
- Mikołaj Jodliński – Tadek
- Konrad Michalak – „Bodo”
- Maciej Nawrocki – Stefan
- Wojciech Wołk-Łaniewski – Edek
- Filip Bochenek – Rysiek
- Adam Zduńczyk – Piotrek
- Jakub Zwolak – „Blondyn”
- Maciej Antoniak – „Góral”
- Wojciech Orszagh – Witold
- Piotr Bosiacki – „Grzyb”
- Dominik Bieniek – kolega Ludwika
- Nicolas Kusiak – Nicolas „Cyganek”
- Maurycy Popiel – Marek Kuliński
- Anna Maria Marylska – dziewczyna Marka
- Marta Klubowicz – ciocia Jadwiga
- Krzysztof Janczar – wujek, mąż Jadwigi
- Zuzanna Rosa – Zosia, córka cioci Jadwigi
- Jakub Miarczyński – Lesio, syn cioci Jadwigi
- Adrianna Biedrzyńska – Żydówka Dana Przedrzymirska
- Konstantin Karno – oficer sowiecki
- Andrzej Kotkowski – starszy milicjant
- Przemysław Bluszcz – posterunkowy
- Krzysztof Kalczyński – mecenas Halber
- Dagmara Bąk – pokojówka w domu Halberów
- Eryk Kulm – Bogdan Rosenfeld
- Włodzimierz Chrenkoff – kolejarz na wiecu
- Stanisław Sikora – Stanisław Mikołajczyk
- Arkadiusz Detmer – kapral MO
- Grzegorz Woźniak – dyżurny milicjant
- Jan Nowakowski – batiar
- Elżbieta Sikorska – sekretarka MO
- Ewa Worytkiewicz – starucha, sąsiadka pani Izy
- Dan Sumikowski – kolejarz u Izy
- Elżbieta Słoboda – prostytutka Iza
- Sonia Bąk – dziewczyna
- Anna Terpiłowska – dziewczyna
- Rafał Szumera – student
- Miron Jagniewski – student
- Stanisław Banaś – cywil
- Maciej Jackowski – milicjant
- Krzysztof Dracz – prokurator
- Janusz Rafał Nowicki – sędzia
- Cezary Krajewski – posterunkowy UB